# Mohammed Ahmed
Mohammed Ahmed, född 5 januari 1991, är en kanadensisk långdistanslöpare.
Vid Världsmästerskapen i friidrott 2019 tog Ahmed brons på 5 000 meter. Vid olympiska sommarspelen 2020 i Tokyo tog Ahmed silver på 5 000 meter och slutade på sjätte plats på 10 000 meter.